# Круликевич, Гжегож
Гже́гож Лех Крулике́вич (пол. Grzegorz Lech Królikiewicz; 5 июня 1939, Александрув-Куявский, Польша — 21 сентября 2017, Лодзь, Польша) — польский режиссёр театра и кино, сценарист, монтажёр. Член Польской киноакадемии.

## Биография
В 1962 году окончил юридический факультет Лодзинского университета. В 1967 году — режиссёрский факультет киношколы в Лодзи. В 1966 году получил приз за курсовую работу «Купание» на смотре студенческих киноработ в Лодзи. Сначала работал на киностудии военных фильмов «Чолувка», затем — на телевидении. Снял несколько документальных фильмов и телеспектаклей. В 1973 году дебютировал в игровом кино («Навылет»). Автор теоретических работ по теории и истории кино.
С 1981 по 1983 год работал художественным руководителем в творческом кинообъединении «Анекс». С 1981 года — научный работник киношколы в Лодзи. С 2003 по 2005 год — художественный руководитель лодзинского Нового театра.
Скончался 21 сентября 2017 года.

## Избранная фильмография

### Режиссёр
- 1962 — / Akt (д/ф)
- 1972 — Навылет / Na wylot
- 1974 — Вечные претензии / Wieczne pretensje
- 1976 — Фауст / Faust (ТВ)
- 1978 — Танцующий ястреб / Tańczący jastrząb (по Юлиану Кавалцу[пол.])
- 1983 — Алмаз чистой совести / Klejnot wolnego sumienia
- 1984 — Форт 13 / Fort 13Fort 13
- 1985 — Убийство тёти / Zabicie ciotki (по повести Анджея Бурсы)
- 1989 — Иди / Idź (д/ф)
- 1993 — Случай Пекосиньского / Przypadek Pekosińskiego
- 1995 — Деревья / Drzewa
- 1998 — Как можно меньше света / Jak najmniej swiatla (д/ф)

### Сценарист
- 1962 — / Akt (д/ф)
- 1972 — Навылет / Na wylot
- 1974 — Вечные претензии / Wieczne pretensje
- 1976 — Фауст / Faust (ТВ)
- 1978 — Танцующий ястреб / Tańczący jastrząb (по Юлиану Кавалцу[пол.])
- 1983 — Алмаз чистой совести / Klejnot wolnego sumienia
- 1984 — Форт 13 / Fort 13
- 1985 — Убийство тёти / Zabicie ciotki (по повести Анджея Бурсы)
- 1989 — Иди / Idź (д/ф)
- 1993 — Случай Пекосиньского / Przypadek Pekosińskiego
- 1995 — Деревья / Drzewa
- 1998 — Как можно меньше света / Jak najmniej światła (д/ф)

### Монтажёр
- 1974 — Вечные претензии / Wieczne pretensje
- 1989 — Иди / Idź (д/ф)

## Награды
- 1972 — приз кинофестиваля в Мангейме («Навылет»)
- 1993 — приз кинофестиваля в Карловых Варах («Случай Пекосиньского»)
- 2013 — Медаль «За заслуги в культуре Gloria Artis»